# Carlos Bilardo
Carlos Salvador Bilardo (* 16. März 1938 in La Paternal, Buenos Aires) ist ein argentinischer Fußballtrainer und ehemaliger -spieler.

## Karriere
Bilardo wurde im Viertel La Paternal, einem Stadtteil mit sizilianischen Einwanderern, in Buenos Aires geboren. Er begann früh mit dem Fußballspielen und spielte in seiner Jugend in der argentinischen Jugendnationalmannschaft, die 1960 an den Olympischen Spielen teilnahm.
1961 trat er dem Zweitliga-Verein Deportivo Español bei, wo er zum besten Torjäger des Teams wurde. Mit der Zeit wurde er zunehmend im defensiven Mittelfeld eingesetzt. Sein Medizinstudium an der Universität von Buenos Aires setzte er weiterhin fort. 1965 ging er zum Club Estudiantes de La Plata, wo er sich als Taktiker etablierte. Mit ihm gewann der Club zwischen 1968 und 1970 dreimal hintereinander die Copa Libertadores. 1983 bis 1990 war er Trainer der argentinischen Nationalmannschaft, die er bei der Weltmeisterschaft 1986 in Mexiko zum Sieg und bei der Weltmeisterschaft 1990 in Italien auf den zweiten Platz führte.
Der Brasilianer Branco behauptete nach der WM 1990, dass er Opfer eines argentinischen Tricks geworden war: In einer Spielunterbrechung habe ihm der argentinische Teammasseur eine Flasche Wasser gereicht, in die ein Beruhigungsmittel gemischt gewesen sein soll. Branco sei nach Genusses des Wassers übel geworden. Maradona bestätigte später die Version Brancos und sagte, dass sein Trainer Carlos Bilardo dahinter gesteckt habe. Carlos Bilardo gilt als einer der einflussreichsten Trainer Argentiniens, da etliche seiner Nationalspieler wie José Luis Brown, Nery Pumpido, Jorge Burruchaga, Sergio Batista, Miguel Ángel Russo und Diego Maradona später Traineraufgaben übernahmen. Bei der Fußball-Weltmeisterschaft 2006 arbeitete er als Kommentator für den argentinischen Sender Canal 13. Bei der Weltmeisterschaft 2010 diente er Nationaltrainer Maradona als sportlicher Direktor.

## Erfolge

### Als Spieler
Estudiantes de La Plata
- Copa Libertadores: 1968, 1969, 1970
- Weltpokal: 1968

### Als Trainer
- 1986 Weltmeister als argentinischer Nationaltrainer
- 1987 4. Platz Copa América als argentinischer Nationaltrainer
- 1989 3. Platz Copa América als argentinischer Nationaltrainer
- 1990 Vize-Weltmeister als argentinischer Nationaltrainer

## Trivia
Nur Vittorio Pozzo (1934 und 1938), Franz Beckenbauer (1986 und 1990), Didier Deschamps (2018 und 2022) und Carlos Bilardo (1986 und 1990) führten zweimal hintereinander eine Nationalmannschaft in ein WM-Endspiel. Mário Zagallo (1970 und 1998) und Helmut Schön (1966 und 1974) schafften zeitversetzt ebenfalls je zwei Finalteilnahmen.